# سیارک ۲۱۴۶۵
سیارک ۲۱۴۶۵ (به انگلیسی: 21465 Michelepatt، نامگذاری:1998HG90) بیست و یک هزار و چهارصد و شصت و پنجمین سیارک کشف شده‌است که در ۲۱ آوریل ۱۹۹۸ کشف شد.
قدر مطلق سیارک برابر ۱۲.۳ است.